# Morychus oblongus
Morychus oblongus är en skalbaggsart som först beskrevs av Leconte 1857.  Morychus oblongus ingår i släktet Morychus och familjen kulbaggar. Inga underarter finns listade i Catalogue of Life.